# Gérard Boutelleau
Gérard Boutelleau, né le 27 mai 1911 à Paris et mort le 2 novembre 1962 à Paris, est un résistant, homme de lettres et éditeur français.

## Publications
- Le Grand Ensemble (1962)
- Les Grandes Illusions (1958)
- Moyen-Orient, nouvel Eldorado (1955)
- Les Fétiches (1955)
- La Barre d'appui (1953)
- Ventriloques (1950)
- Intimités anglaises (1947)
- La Jeune Espérance (1945)
- Vingt ans d'histoire d'Angleterre, 1918-1938 (1938)